# Silvana Bahia
Silvana Helena Gomes Bahia (Rio de Janeiro, 26 de julho de 1985), também conhecida como Sil Bahia, é comunicadora social e empreendedora social. Importante nome nas áreas de tecnologia e inovação, Sil Bahia é codiretora executiva do Olabi, organização social focada em inovação social, tecnologia e diversidade. E idealizadora do PretaLab, iniciativa que estimula a inclusão de mulheres negras e indígenas no universo das tecnologias. 

## Biografia
Silvana Bahia, ou Sil Bahia, nasceu na Lapa, Rio de Janeiro. Filha de Edinair Gomes Leite, empregada doméstica e costureira e, Leo Silvano Bahia, músico. Morou no Capão Redondo, São Paulo, durante parte de sua adolescência.
Mestra em Cultura e Territorialidades pela Universidade Federal Fluminense. É pesquisadora associada do grupo de Arte e Inteligência Artificial da Universidade de São Paulo (USP) e do grupo de pesquisa em Políticas e Economia da Informação e Comunicação da Universidade Federal do Rio de Janeiro (UFRJ). Possui graduação em Comunicação Social/Jornalismo pela Universidade Candido Mendes, UCAM.
Atualmente é codiretora executiva do Olabi, organização social focada em inovação social, tecnologia e diversidade. E idealizadora do PretaLab, iniciativa que estimula a inclusão de mulheres negras e indígenas no universo das tecnologias. Atuou como jornalista no Observatório de Favelas do Rio de Janeiro, uma organização social do Rio de Janeiro, localizada na Maré.
Sil Bahia integra o conselho das organizações Gênero e Número, Coding Rights, Datalabe, Mulheres Negras Decidem, Instituto Museu Itamar Assumpção, Instituto Coca-cola, Programadores do Amanhã, Instituto Solar dos Abacaxis e do Conselho Científico do Museu do Amanhã.

## Prêmios
- Destaques da Cultura Digital: Inovação Social e Tecnologia, 2017.[8]
- Prêmio Protagonista Brasil, País Digital, 2021.[9]